# Montagne des Trois Sommets
La montagne des Trois Sommets est une montagne située dans la province canadienne de Québec, au nord de l'arrondissement de Beauport, à Québec. Son sommet, culminant à 574 mètres, est le point le plus haut de la ville.

## Toponymie
Selon la Commission de toponymie du Québec, qui a officialisé le nom de la montagne en 1983, elle le doit simplement au fait qu'elle possède trois principales cimes s'élevant respectivement à 458, 574 et 564 m d'altitude.

## Géographie

### Faune et flore

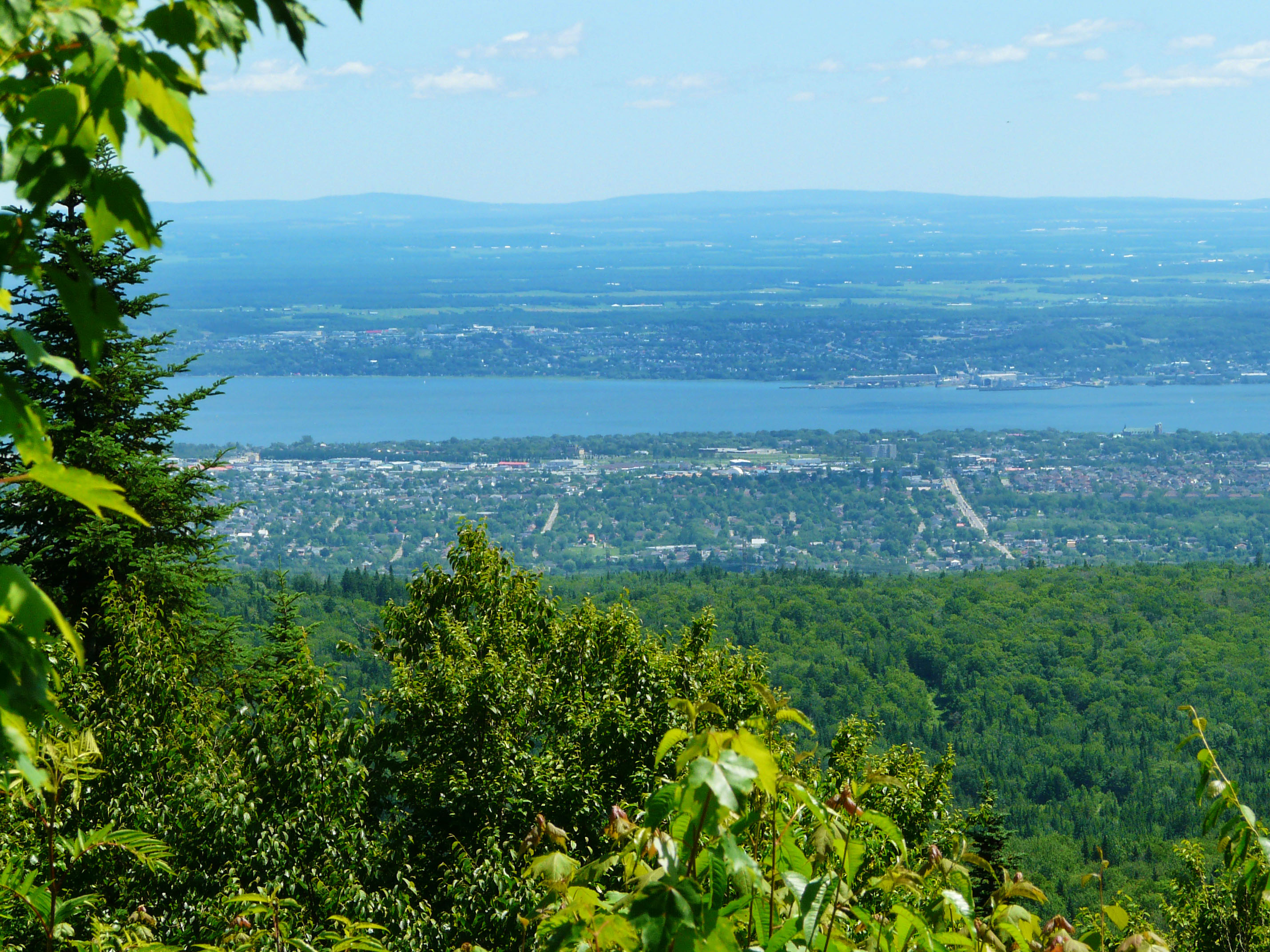
Vue de Beauport depuis le sommet.
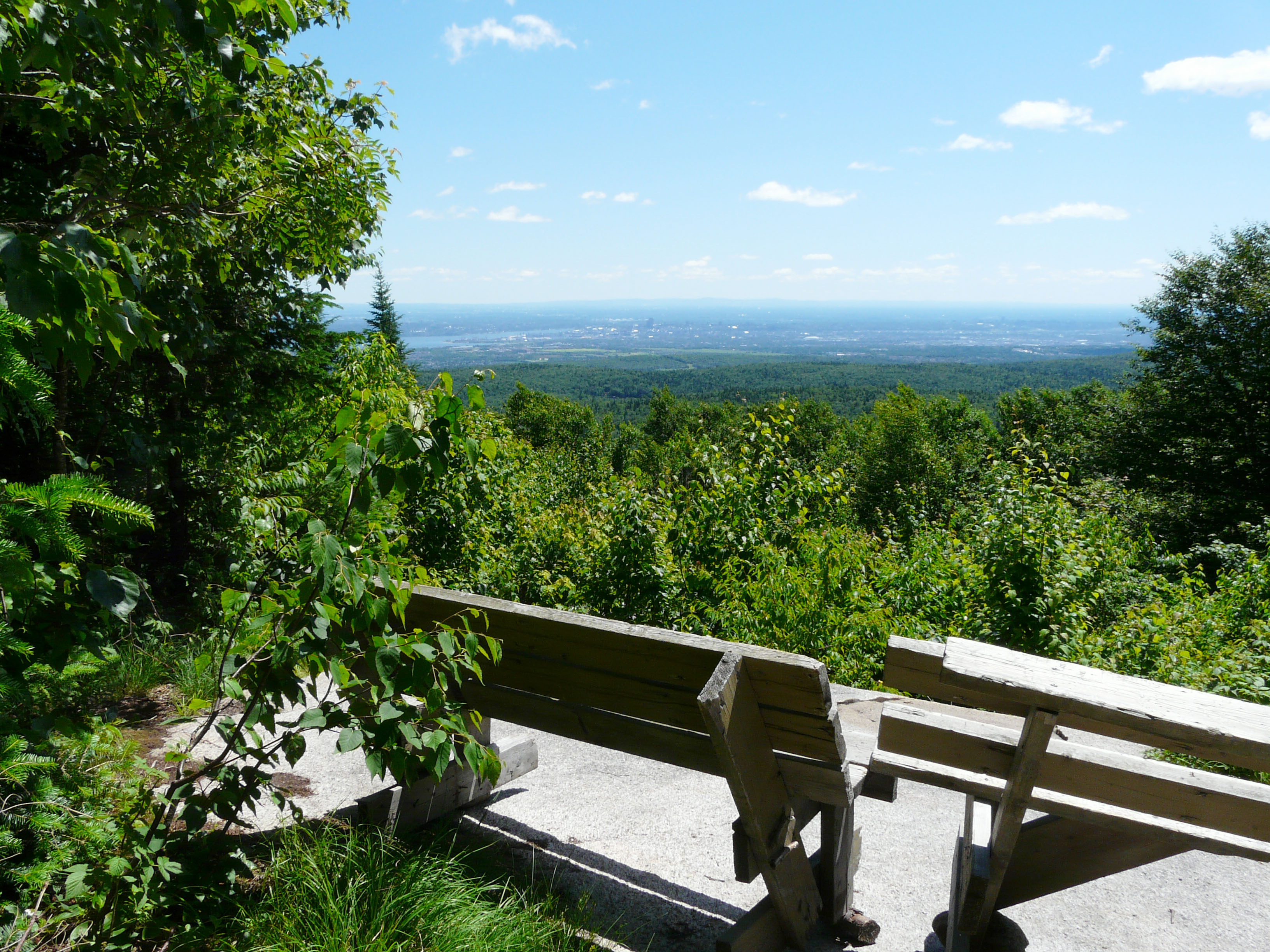
Belvédère au sommet.
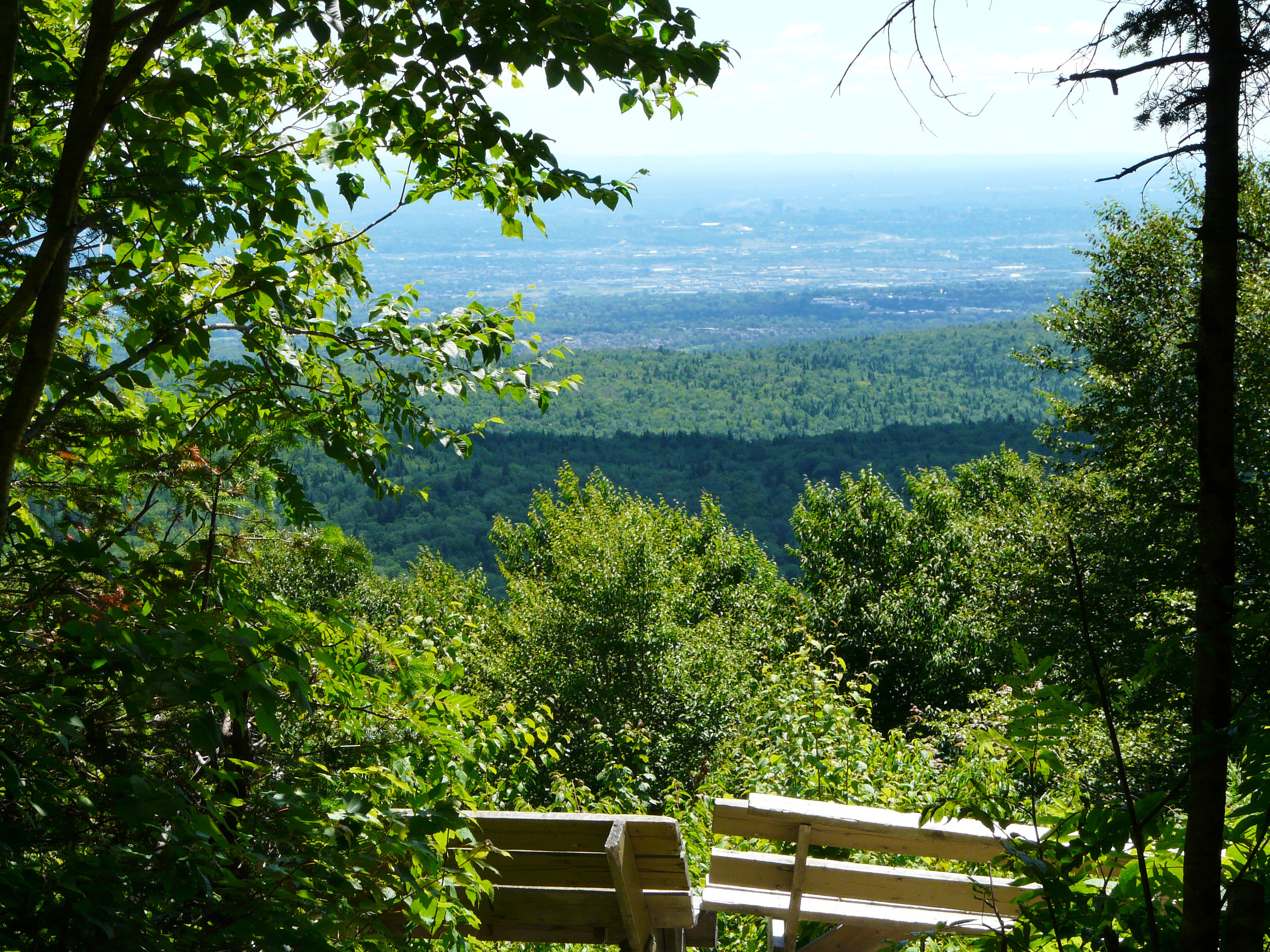
Belvédère au sommet.
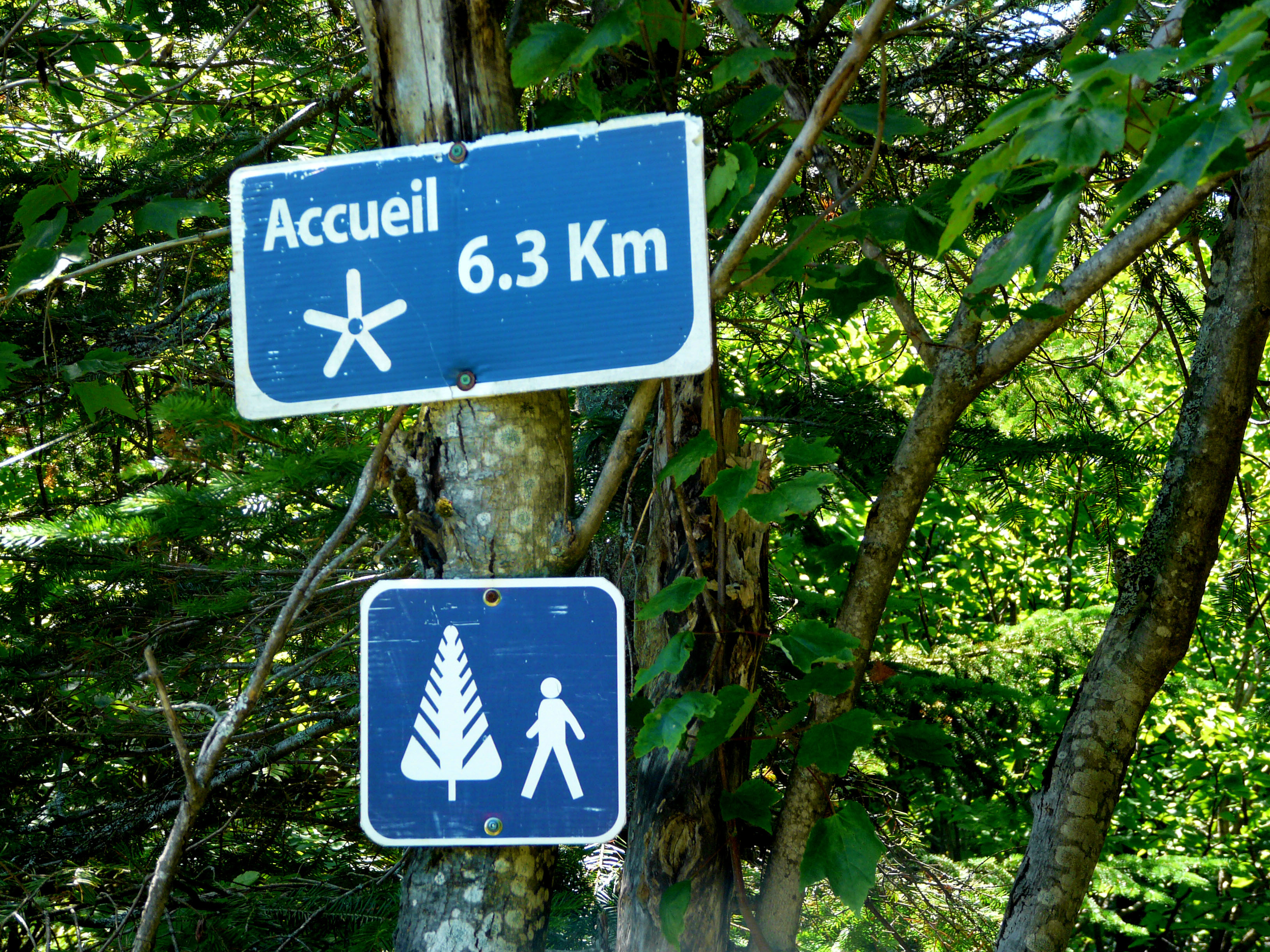
Panneaux d'un sentier pédestre.